# Movimiento de la No-Iglesia
El movimiento eclesiológico de la no-Iglesia, movimiento Mukyokai o movimiento Iglesia sin Iglesia fue fundado por el escritor y pensador japonés Kanzo Uchimura (1861-1930). Su herramienta fundamental fue el periódico, activo de 1900 a 1930, Seisho no Kenkyu (Estudio de la Biblia). El número de miembros actuales se cree que alcanza los 35 000 en Japón, Taiwán, y Corea.

## Fundador
En 1876 Kanzo Uchimura, graduado por Amherst College, se convierte al cristianismo por influencia del ingeniero agrónomo norteamericano William Smith Clark, al que conoce en la escuela agrícola de Sapporo. Uchimura organizó el Kyōyukai en 1905, con 14 ramas y 119 miembros. 
Los trabajos completos de Uchimura consisten de unos 50 volúmenes: 17 sobre todo estudios bíblicos, 25 volúmenes de trabajos teológicos y 8 volúmenes de diarios y de correspondencia.

## Organización
Básicamente es una fusión entre la sensibilidad cultural japonesa con una visión protestante cristiana, basada en el estudio directo de la Biblia. El Mukyokai es un movimiento cristiano sin organización aparente propia. No tienen templos, sacerdotes ni otro tipo de organización.
En la actualidad existen unas seiscientas congregaciones o grupos repartidos por todo el país. 
El movimiento de Nonchurch tomó varias formas de organización. Los discípulos directos pagaban a los maestros de sus escuelas. La calidad de miembro fue restringida a los individuos que “se habían esforzado para vivir la vida cristiana por lo menos un año”. 
Aunque la mayor parte de los profesores no tienen ningún título teológico formal, algunos atesoraban una formación extensa en teología y estudios bíblicos. El estudio de la Biblia se realiza en grupos pequeños e independientes conducidos por los profesores individuales, o “sensei,” y la reunión del grupo se realizaba, a menudo, sobre un tema semanal. 
Llamaban a cada grupo normalmente “shukai” (reunión) o “seisho shukai” (reunión de la Biblia). Mientras que muchos de los profesores o “sensei” tenían trabajos externos a los pastorales, otros ejercían un ejercicio a tiempo completo como “dokuritsu dendosha” (un evangelista independiente). 
Cuando un profesor muere o se retira, su grupo de estudio normalmente se disuelve en nuevos grupos.

## Miembros
Con sus énfasis en estudios de la Biblia y crítica social y sus tendencias intelectuales generales entre los adeptos, el movimiento produjo un número de figuras prominentes, como: Tsukamoto Toraji (erudito bíblico), Yanaihara Tadao (economista y presidente de la Universidad de Tokio), Nanbara Shigeru (científico y político), Oga Ichiro (botánico), Sekine Masao (erudito de estudios hebreos y miembro de la Academia de Japón), Nakazawa Koki (erudito bíblico), y Takahashi Saburo (teólogo y evangelista independiente).
Los miembros de Mukyōkai son muy conocidos por luchar contra las injusticias sociales de su tiempo. Eran uno de los grupos más fuertes que se enfrentaron a los nacionalistas y militaristas japoneses en los años 30 y los años 40. Fueron los auténticos precursores del pacifismo japonés moderno.
Su actividad se exportó a los EE. UU. por el activista de los derechos humanos Gordon Hirabayashi, cuáquero, proveniente de una familia de Mukyokai, emigrada al país norteamericano.